# ماكاكي
ماكاكي هو مخيمٌ للاجئين الأفغان النازحين داخليًا، وكان قد أنشأ في ولاية نيمروز الأفغانيَّة، بالقرب من الحدود إيران، من قبل جمعية الهلال الأحمر الإيراني حوالي عام 2001. كان ماكاكي في وقت إنشائه يقع في الأراضي التي تسيطر عليها طالبان، واستمر ذلك حتى سيطر التحالف الشمالي على المنطقة في نوفمبر 2001. كان مخيم مايل 46 في نفس المنطقة يقع في أراضي التحالف الشمالي.